# 孟养
孟养（ᥛᥫᥒᥰ ᥕᥣᥒᥰ），是古代掸族人建立的土邦王国，在今緬甸克欽莫寧。
14世纪中期为来自麓川的掸族所征服，此后一直成为卯掸与緬族争夺的地区。15世纪中期，卯掸人重新夺的该地主权，并于1526年灭亡缅甸。东吁王朝建立后，统一的南鸠江西岸地区再度分裂为孟养、孟拱和格礼三国。此后被缅甸征服。19世纪中，缅甸贡榜王朝实行改土归流政策，孟养灭亡，成为缅甸的一个谬。

## 历史
孟养，古名阿鲁维普罗塔，统领三十镇。

## 世系表
思温法（混三弄）王朝
| 君主   | 即位     | 去位     | 英文名 | 史籍译名               |
| ------ | -------- | -------- | ------ | ---------------------- |
| 思温法 | 1347年？ | 1350年？ |        | 多翁法；混三弄；萨姆隆 |
| --     | 1350年？ | -？      |        |                        |
| 孔迈   |          | 1370年   |        |                        |
| 锦坎基 | 1370年   | -？      |        |                        |